# 阿久遺跡
阿久遺跡（あきゅういせき）は、長野県諏訪郡原村に所在する縄文時代の遺跡であり、現在のところ最古級の環状集石が構築されている。配石遺構ともいう。1979年（昭和54年）7月2日、国の史跡に指定されている。

## 概要
縄文時代前期を通じて長野県八ヶ岳西麓の阿久川と大串川に挟まれた標高904メートルの丘陵上に拡がる大遺跡である。中央自動車道西宮線の工事に伴い発掘調査がなされ、遺跡を破壊して中央道を建設するか保存かが問題となった。議論の結果、中央道の設計変更がなされ、中央道の下に埋没保存という形になった。
- 前期初頭には30棟の建物と8基の方形柱列がつくられた。
- 前期中期には20という近い建物や土抗墓群が営まれた。
- 前期末葉には丘陵中央に大環状集石群が構築された。

## 環状集石群（ストーン・サークル）
この環状集石群の規模は長径120メートル、短径90メートル、幅30メートルで、約20万個のこぶし大から人頭大の河原石をドーナッツ状に配するものである。ドーナッツ状リングの中央に立石構造があり大小24個の板状の角柱石（安山岩）と半径1メートルの円形に8個の平石が囲んでいて、その周りに人骨を埋葬したと思われる土坑と河原石を直径2-3メートルの円形に積んだ集石遺構が多数取り巻いている。約700基余りの土壙墓があると推定されている。さらに、この集石墓から約50-100メートル程離れたところに、ほぼ同じ時期の竪穴建物跡が南と東に分かれ、それぞれひとまとまりになって分布している。これらの立石・集石群は、中央の立石からドーナツ状の集石群の間を通して蓼科山を拝望できるように作られた祭祀場であったと考えられている。
これだけの大遺跡が一つの集落だけで造ったものでなく、この地域に存在する集落群（村落）の労働力を集中して造られたと推測できる。このように縄文社会は、村落をあげての共同労働や共同作業を管理運営組織が存在した社会であったと想像するに難くない。

## 出土品の保管・展示
出土品は遺跡に隣接する原村埋蔵文化財収蔵庫に保管されており、基本的に公開はしていないが希望者には見学の便宜が図られている。その他、八ヶ岳美術館にも一部保管されており、こちらの方は一般公開されている。